# Базарюрт
Базарю́рт (азерб. Bazaryurd) — гірська вершина у північно-східній частині Великого Кавказу. Знаходиться на півночі Азербайджану.